# 萬光寺 (恵那市)
萬光寺（万光寺、ばんこうじ）は、岐阜県恵那市上矢作町横道にある曹洞宗の寺院。山号は清水山。恵那三十三観音霊場十四番。

## 歴史
寛永年間(1622年～1644年)に徳翁秀用によって開基された正信寺が元寺と伝わる。
徳翁秀用は、横道村の庄屋の藤野作右衛門から土地と建物の寄進を受けて正信寺を草創した。
藤野作右衛門は、寛永13年(1636年)に没している。
承応年間(1652年～1655年)、徳翁秀用は寺号を萬光寺に改めて横道村の寺にすると、門人の秀悦に住職の座を譲り、明暦元年(1655年)に遠江の圓光寺に移った。
元禄16年(1703年)の『上村中指出帳』の横道村の項には、次の様に記されている。
宝暦年間(1751年～1754年)に岩村の盛巌寺から来た海盤は、
明暦3年(1657年)に既に遷化していた盛巌寺五世の天叟全龍を開山者にして、自身は、その後継の二世とし、萬光寺を盛巌寺の末寺とした。
この時より、平僧地から法地の寺に昇格した。
天明年間(1781年～1789年)に至り、尾張春日井郡の淳豊が、盛巌寺十一世の海盤を中興開山に招き再興を果たしたという説もある。
檀家は横道・達原・小笹原の集落に分布している。
恵那市指定の文化財として木造烏枢沙摩明王立像、木造馬頭観音立像、木造蚕霊神立像、木造聖観音坐像、木造飯綱権現立像及び木造三十三応現神立像を有する。
また明治元年(1868年)の神仏分離令により廃寺とされた真言宗当山派の大船寺で祀られていた覚林坊(飯縄権現/烏天狗)・木造聖観音菩薩坐像・木造三十三応現神立像を円頂寺と交代で保管している。
木造聖観音菩薩坐像は、串原の中山観音と、かつて矢作川を越えた南側に存在した小馬寺で祀られていた十一面観音立像と、同じ一木から彫り出された三体の一つであったという。

## 指定文化財・天然記念物

### 恵那市指定文化財
- (彫刻)　木造烏枢沙摩明王　江戸時代
- (彫刻)　木造馬頭観音立像　江戸時代
- (彫刻)　木造蚕霊神立像　江戸時代
- (彫刻)　木造飯綱権現立像　寛文3年(1663年)　※円頂寺と交代で保管
- (彫刻)　木造聖観音菩薩坐像　体幹部と後頭部は平安時代、その他の部分は江戸時代前期　※円頂寺と交代で保管
- (彫刻)　木造三十三応現神立像　※円頂寺と交代で保管